# 陳月儀
陳 月儀（ちん げつぎ、? - 650年頃）は、中国北周の宣帝の皇后のひとり。本貫は潁川郡であると称していた。

## 経歴
陳山提の八女として生まれた。579年6月、選抜されて宮中に入り、徳妃に立てられた。7月、天左皇后となり、宣帝の四皇后のひとりとなった。580年2月、天左大皇后に改められた。3月、四大皇后のほかに天中大皇后が増置されることとなると、月儀がその天中大皇后とされた。5月、宣帝が死去すると、出家して尼となり、華光と改名した。唐の永徽初年に死去した。
月儀の父の陳山提は、はじめ北斉に仕え、特進・開府の位を受け、東兗州刺史となり、謝陽王に封ぜられた。北周の武帝が北斉を平定すると、北周に仕えて大将軍となり、淅陽郡公に封ぜられた。579年、皇后の父として上柱国の位を受け、鄅国公に進み、大宗伯に任ぜられた。

## 伝記資料
- 『周書』巻九 列伝第一 皇后
- 『北史』巻十四 列伝第二 后妃下